# Roderwolde
Roderwolde (Drents: Rowol) is een dorp in de gemeente Noordenveld in de Nederlandse provincie Drenthe. Samen met het naburige Sandebuur heeft het zo'n 320 inwoners, waarvan het merendeel forens is.
Het dorp ligt ten noorden van Foxwolde en ten zuidwesten van Hoogkerk. Doordat het dorp geen grote doorgaande wegen heeft is het aloude landelijke karakter grotendeels behouden gebleven. Roderwolde ligt aan de oude wegverbinding van Roden naar de stad Groningen. Door de aanleg van de nieuwe weg tussen Peize en Groningen aan het eind van de negentiende eeuw verloor Roderwolde deze functie.
Een bijzonder kenmerk van Roderwolde is dat het dorp gedurende de eeuwen heen is verhuisd. Dit is te zien aan de plaats van de begraafplaats die bijna een kilometer buiten het dorp ligt. De kerk die er midden in lag, is verplaatst naar het nieuwe centrum van Roderwolde. Op oude kaarten is te zien dat het dorp ooit rond deze begraafplaats lag.
De eerste vermelding van de plaats is in 1139 als Roterwolde en in 1350 al als Roderwolde. De plaatsnaam duidt op het feit dat het in of bij het een bosgebied bij Roden was gelegen.

## Jacobskerk
De kleine witte Jacobskerk werd gebouwd in 1831. Het oude kerkje bij het kerkhof aan de Pastorielaan, 500 meter ten noorden van het huidige dorp, werd toen afgebroken. Voor de bouw van het spitse torentje werd destijds gebruikgemaakt van de stenen van de middeleeuwse kerk. Van het oude kerkgebouw zijn alleen nog de zandstenen doopvont uit 1560, de kerkklok uit 1634 en de kerkbeker uit 1651 bewaard gebleven.

## Windmolen

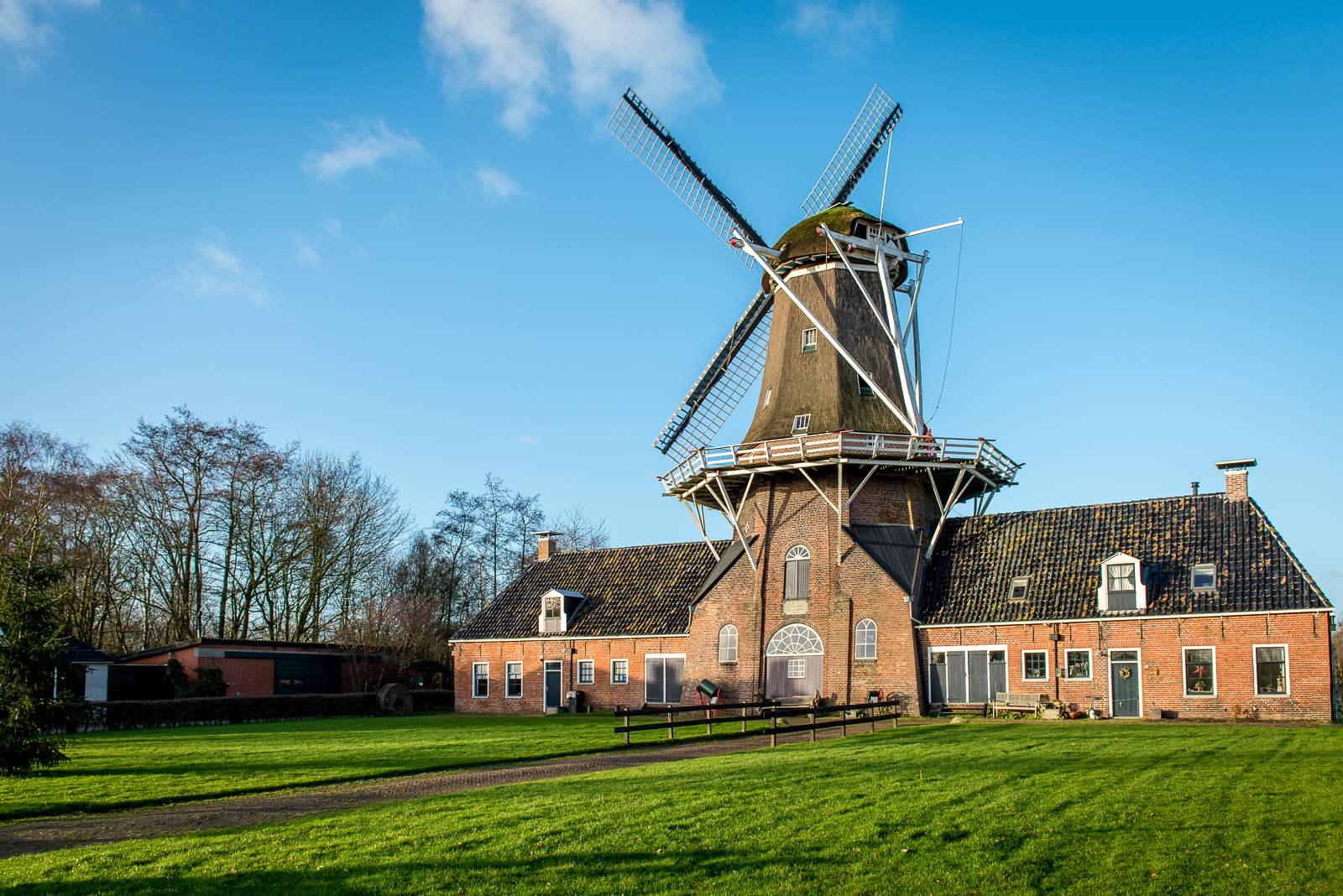
Olie- en korenmolen Woldzigt

Blikvanger in het dorp is de grote windmolen Woldzigt uit 1852 die nog regelmatig in bedrijf is. Uniek aan deze molen is dat deze zowel voor het malen van graan als voor het slaan van olie kan worden gebruikt. De molen is geregeld in bedrijf en eromheen worden vaak activiteiten georganiseerd.

## Haven

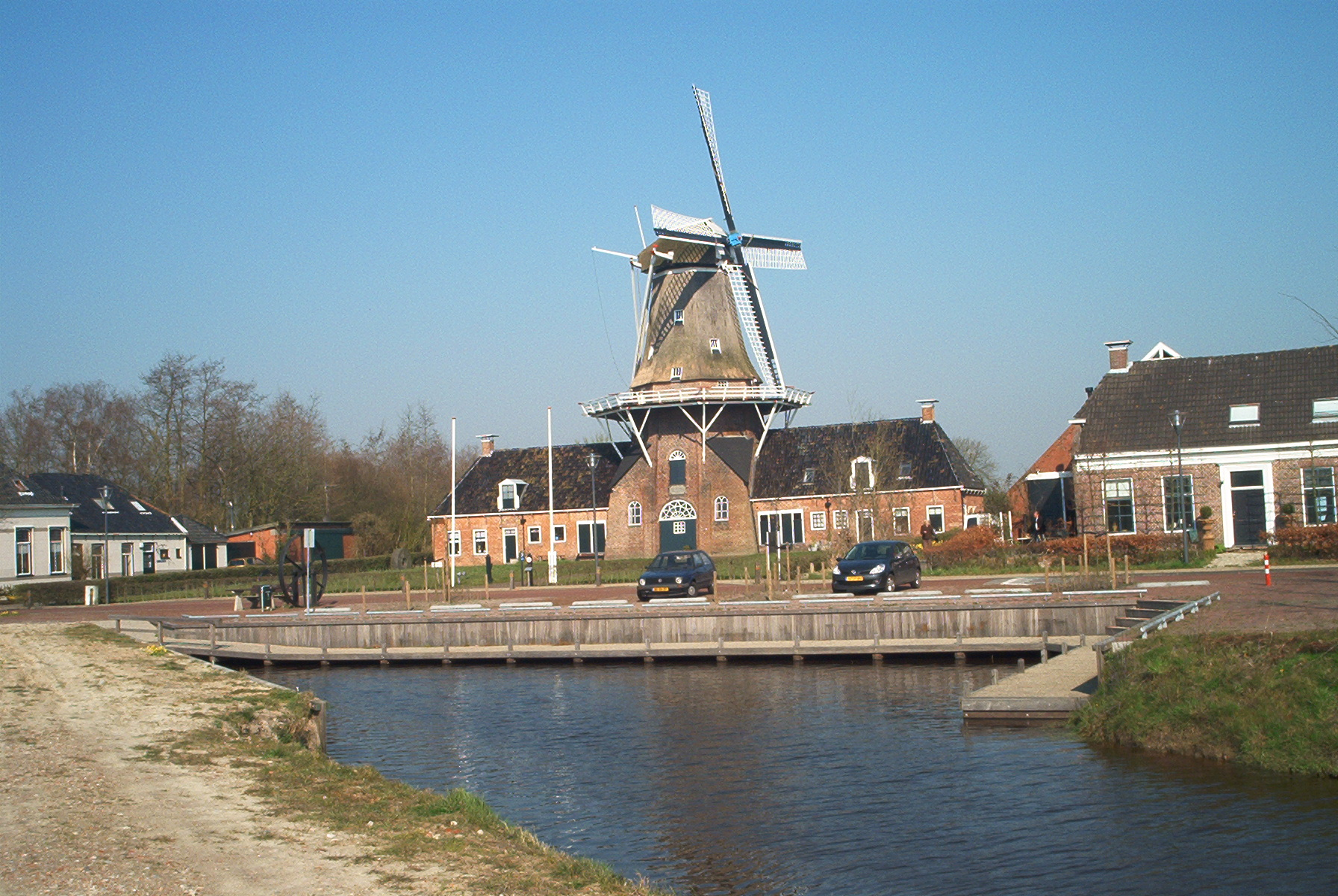
Zicht op de haven met de windmolen in maart 2007

Het haventje van Roderwolde werd op vrijdag 19 mei 2006 onder barre weersomstandigheden heropend. Voor de opkomst van transport over de weg was dit haventje, en daarmee de vaarverbinding via het Peizerdiep van levensbelang voor het dorp. Zo werden nagenoeg alle producten voor en van de molen Woldzigt door het beurtschippersgeslacht Belga over het water vervoerd.
Na de aanleg van een verharde weg naar Groningen in 1934 verruilde Belga de schepen voor vrachtwagens. De haven raakte meer en meer in onbruik en werd uiteindelijk in 1964 gedempt. Op het vrijkomende stuk grond bouwde transportbedrijf Belga een loods. Nadat de loods in 1999 afbrandde verplaatste Belga zijn bedrijf naar Roden. Al snel gingen stemmen op om het haventje weer in ere te herstellen. Op initiatief van Dorpsbelangen werd een werkgroep ingesteld en met ondersteuning van de Brede Overleggroep Kleine Dorpen werd de reconstructie onderzocht en voorbereid.

## Aardkundige monumenten
Even ten zuiden van het dorp ligt De Kleibosch, een van de weinige restanten van het Drentse Wold en in 2014 door de provincie Drenthe aangewezen als aardkundig monument. Op dezelfde dag werd ook het Stobbenven als zodanig aangewezen. Het Stobbenven ligt ten noorden van het dorp.